# Piosenki o miłości
Piosenki o miłości – drugi album zespołu Balkan Electrique. Wydany w roku 1994 nakładem wytwórni D'Art.

## Lista utworów
źródło:.
1. „Dwa słońca” – 4:40
2. „Tota” – 4:39
3. „Jutro” – 5:16
4. „Dimo iz gora” – 3:26
5. „Brudna jak ja” – 4:31
6. „Dimitrica” – 5:32
7. „Wiersze i sny” – 4:03
8. „Dragieva cesma” – 5:12
9. „Sarejevo (Dimitrica II)” – 3:27
10. „Tainted love” – 3:43
11. „Ya me poday” – 3:46

## Muzycy
źródło:.
- Fiolka Najdenowicz – śpiew
- Sławomir Starosta – instrumenty klawiszowe, śpiew

gościnnie
- Artur Affek – gitara